# X-Games Norway 2019
Die X-Games Norway 2019 fanden am 31. August 2019 in der Telenor Arena in Fornebu statt. Es wurden zum vierten Mal X-Games-Wettbewerbe in Norwegen ausgetragen. Die Wettbewerbe wurden von ESPN und  SAHR veranstaltet. Ausgetragen wurden im Freestyle-Skiing und im Snowboard die Disziplin Big Air, im Skateboard die Disziplin Street und im Motocross die Disziplinen Best Trick, Best Whip und High Air. An den Wettkämpfen nahmen 67 Athleten teil.

## Medaillenspiegel
| Rang | Land               | Gold | Silber | Bronze | Gesamt |
| ---- | ------------------ | ---- | ------ | ------ | ------ |
| 1    | Australien         | 3    | 1      | 1      | 5      |
| 2    | Vereinigte Staaten | 2    | 1      | 4      | 7      |
| 3    | Japan              | 1    | 2      | 1      | 4      |
| 4    | Kanada             | 1    | 0      | 1      | 2      |
| 5    | Frankreich         | 1    | 0      | 0      | 1      |
| 5    | Österreich         | 1    | 0      | 0      | 1      |
| 7    | Brasilien          | 0    | 2      | 1      | 3      |
| 8    | Schweden           | 0    | 2      | 0      | 2      |
| 9    | Schweiz            | 0    | 1      | 1      | 2      |

## Freestyle-Skiing

### Frauen Big Air
| Rang | Name             | Punkte |
| ---- | ---------------- | ------ |
|      | Tess Ledeux      | 82,66  |
|      | Giulia Tanno     | 74,99  |
|      | Mathilde Gremaud | 64,66  |
| 4    | Sarah Höfflin    | 55,99  |
| 5    | Johanne Killi    | 51,33  |
| 6    | Elena Gaskell    | 48,66  |

### Männer Big Air
| Rang | Name                   | Punkte |
| ---- | ---------------------- | ------ |
|      | Alexander Hall         | 88,66  |
|      | Henrik Harlaut         | 83,00  |
|      | Alex Beaulieu-Marchand | 79,66  |
| 4    | Birk Ruud              | 59,66  |
| 5    | Evan McEachran         | 59,00  |
| 6    | Christian Nummedal     | 58,66  |

## Snowboard

### Frauen  Big Air
| Rang | Name           | Punkte |
| ---- | -------------- | ------ |
|      | Anna Gasser    | 86,99  |
|      | Kokomo Murase  | 77,66  |
|      | Julia Marino   | 74,66  |
| 4    | Laurie Blouin  | 71,00  |
| 5    | Jamie Anderson | 66,33  |
| 6    | Annika Morgan  | 30,00  |

### Männer Big Air
| Rang | Name           | Punkte |
| ---- | -------------- | ------ |
|      | Maxence Parrot | 91,00  |
|      | Sven Thorgren  | 88,33  |
|      | Yūki Kadono    | 84,66  |
| 4    | Chris Corning  | 79,33  |
| 5    | Mark McMorris  | 30,00  |
| 6    | Stian Kleivdal | 21,00  |

## Skateboard

### Frauen Street
| Rang | Name           | Punkte |
| ---- | -------------- | ------ |
|      | Aori Nishimura | 56,33  |
|      | Pamela Rosa    | 55,00  |
|      | Mariah Duran   | 52,33  |
| 4    | Rayssa Leal    | 44,33  |
| 5    | Candy Jacobs   | 42,33  |
| 6    | Momiji Nishiya | 31,00  |
| 7    | Tonje Pedersen | 25,66  |

### Männer Street
| Rang | Name            | Punkte |
| ---- | --------------- | ------ |
|      | Ishod Wair      | 82,00  |
|      | Luan Oliveira   | 80,00  |
|      | Kelvin Hoefler  | 79,00  |
| 4    | Gustavo Ribeiro | 74,00  |
| 5    | Matt Berger     | 63,00  |
| 6    | Yūto Horigome   | 59,00  |

## Moto X

### Best Trick
| Rang | Name              | Punkte |
| ---- | ----------------- | ------ |
|      | Jackson Strong    | 96,00  |
|      | Rob Adelberg      | 94,00  |
|      | Josh Sheehan      | 93,33  |
| 4    | Clinton Moore     | 91,33  |
| 5    | Luc Ackermann     | 89,33  |
| 6    | Edgar Torronteras | 84,00  |

### Best Whip
| Rang | Name           |
| ---- | -------------- |
|      | Jarryd McNeil  |
|      | Genki Watanabe |
|      | Tyler Bereman  |
| 4    | Corey Creed    |

### Quarterpipe High Air
| Rang | Name          | Höhe    |
| ---- | ------------- | ------- |
|      | Corey Creed   | 12,39 m |
|      | Axell Hodges  | 11,93 m |
|      | Tyler Bereman | 10,88 m |
| 4    | Elijah Aldoff | 9,69 m  |
| 5    | Jarryd McNeil | 9,25 m  |